# Euderus
Euderus är ett släkte av steklar som beskrevs av Alexander Henry Haliday 1844. Euderus ingår i familjen finglanssteklar.

## Dottertaxa tillEuderus, i alfabetisk ordning[1][2]
- Euderus acrobasis
- Euderus acuminatus
- Euderus aeneus
- Euderus agrili
- Euderus agromyzae
- Euderus alaskensis
- Euderus albitarsis
- Euderus alcidodes
- Euderus alvarengai
- Euderus andropogonae
- Euderus argyresthiae
- Euderus beardsleyi
- Euderus brasiliensis
- Euderus brevicornis
- Euderus californicus
- Euderus canadensis
- Euderus capensis
- Euderus carpomyiae
- Euderus caudatus
- Euderus cavasolae
- Euderus chillcotti
- Euderus crawfordi
- Euderus cushmani
- Euderus diversipennis
- Euderus elongatus
- Euderus fasciatus
- Euderus frater
- Euderus fuscedinellae
- Euderus fuscitarsis
- Euderus glaucus
- Euderus gracilis
- Euderus herillus
- Euderus io
- Euderus jezoensis
- Euderus lindemani
- Euderus lineatus
- Euderus lividus
- Euderus magnificus
- Euderus marilandicus
- Euderus masoni
- Euderus mestor
- Euderus metallicus
- Euderus multilineatus
- Euderus ovativentris
- Euderus pallidiscapus
- Euderus pecki
- Euderus pempheriphila
- Euderus petulans
- Euderus pulcher
- Euderus purpureus
- Euderus regiae
- Euderus repercussus
- Euderus rugosus
- Euderus saperdae
- Euderus solidaginis
- Euderus striata
- Euderus subopacus
- Euderus sumneri
- Euderus ussuriensis
- Euderus varicolor
- Euderus verticillatus
- Euderus viridilineatus
- Euderus viridis
- Euderus viridulus
- Euderus vockerothi
- Euderus yapensis